# Promethes
Promethes is een geslacht van insecten uit de orde vliesvleugeligen (Hymenoptera) en de familie Ichneumonidae.

## Soorten
- P. albipes Szepligeti, 1898
- P. albiventralis Diller, 1984
- P. bridgmani Fitton, 1976
- P. compressus Nakanishi, 1986
- P. dolosus Dasch, 1964
- P. melanaspis (Thomson, 1890)
- P. nigriventris (Thomson, 1890)
- P. nigriventrops Diller, 1984
- P. nomininguis Dasch, 1964
- P. okadai Uchida, 1942
- P. persulcatus Nakanishi, 1986
- P. philippinensis Baltazar, 1955
- P. rubeopleurator Diller, 1984
- P. rugulosus Constantineanu & Constantineanu, 1971
- P. shirozui Nakanishi, 1986
- P. striatus Dasch, 1964
- P. sulcator (Gravenhorst, 1829)
- P. tilloyi Theobald, 1937